# 윤소미
윤소미(1988년 3월 18일 ~)는 대한민국의 배우이다.

## 학력
- 서울예술대학교 연기과

## 출연작

### 영화
- 《메이트》 (2019년) - 다희 역
- 《아기와 나》 (2017년) - 혜미 역
- 《수렵허가구역》 (2016년) - 어린 미숙 역
- 《우주의 크리스마스》 (2016년) - 19세 성우주 역
- 《검사외전》 (2016년) - 은행 여직원 역
- 《나의 독재자》 (2014년) - 유치원선생님 역

### 드라마
- 《로봇이 아니야》 (MBC, 2017년) - 홍주 역
- 《신감독의 슬기로운 사생활》 (웹드라마, 2017년) - 소미 역
- 《우리 이지혜》 (웹드라마, 2025년) - 김지원 역

### 뮤직비디오
- 방성원 – 날씨가 갑자기 쌀쌀해졌어
- 신소희 – 있는데 외롭다
- 소프타 웨이브 – 내일도 잘 부탁해
- 정키 – 거울
- 남녀공룡 – Last Lullaby